# Nara (hindouisme)
Nara (sanskrit ; devanagari : नर ; « homme, mâle, personne ») est, dans la mythologie hindoue, l'« homme originel et éternel », personnifié comme fils de Dharma et Ahiṃsā et quelquefois identifié à Arjuna.  Il forme avec Nārāyaṇa une paire de jumeaux identifiés à Vishnu.